# Marita Koch
Marita Koch, nemška atletinja, * 18. februar 1957, Wismar, Vzhodna Nemčija.
Marita Koch je šestnajstkrat postavila tekaške svetovne rekorde na odprtem in še štirinajstkrat v dvorani. Še vedno drži rekord za tek na 400 metrov s 47,60 sekunde. Na Poletnih olimpijskih igrah 1980 v Moskvi je osvojila zlato na 400 metrov in srebro v štafeti 4X400 metrov. Na Svetovnem prvenstvu 1983 v Helsinkih je osvojila naslov svetovne prvakinje na 200 metrov ter v štafetah 4X100 metrov in 4X400 metrov, v teku na 100 metrov pa srebro. 21. novembra 2014 je bila sprejeta v Mednarodni atletski hram slavnih.